# Traiano Boccalini

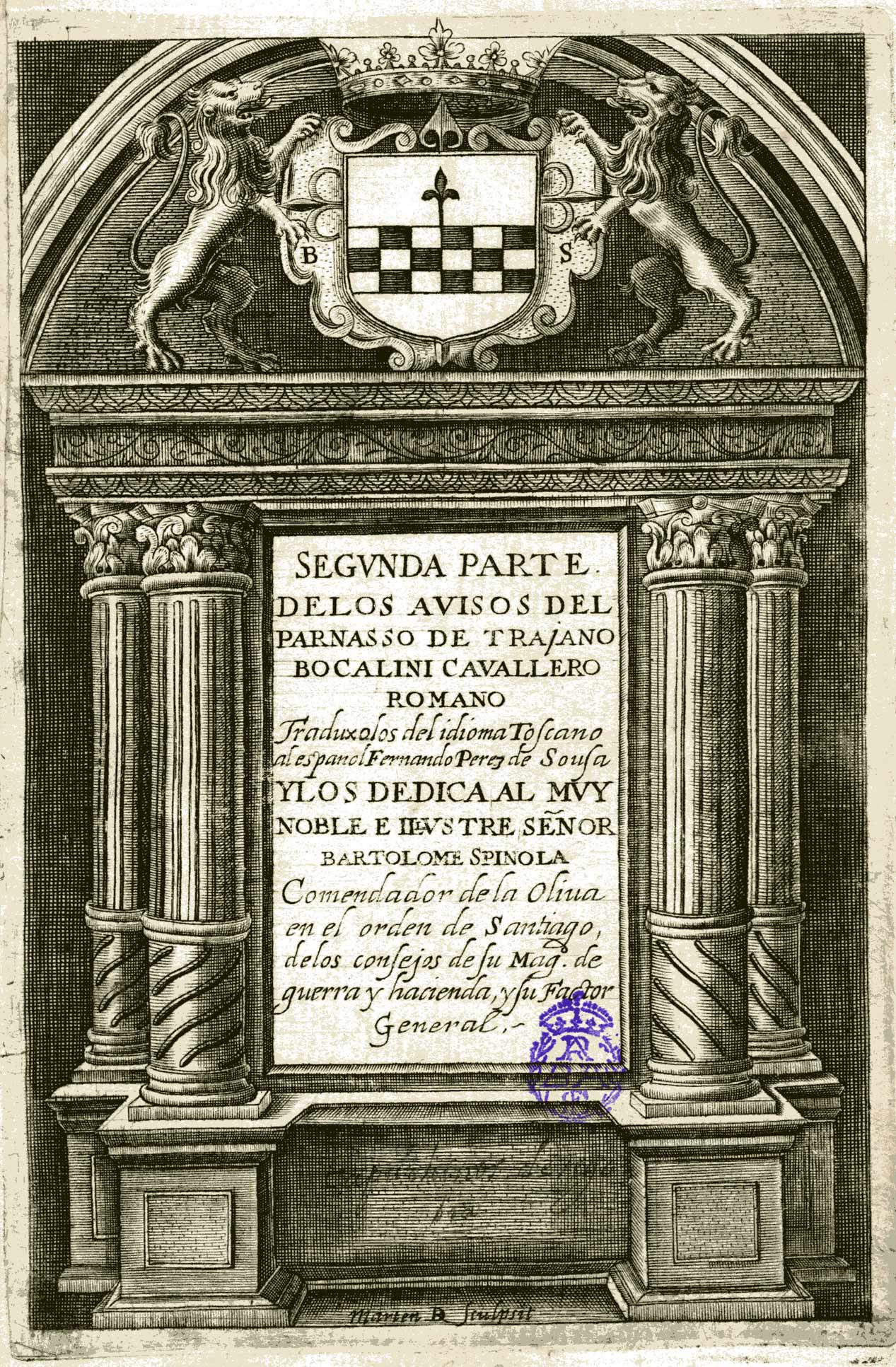
Segunda parte de los Avissos del Parnaso de Trajano Bocalini caballero romano

Traiano Boccalini (Loreto, 1556 – Venezia, 29 dicembre 1613) è stato uno scrittore italiano.

## Biografia
Visse per lungo tempo a Roma, al servizio della Chiesa. Tra le cariche che rivestì durante il periodo romano, spicca senza dubbio quella di rettore di Benevento. Nel 1612 si trasferì in Venezia. Amico di Paolo Sarpi, si considerava un moderno menante, ossia una specie di giornalista attento alle questioni politiche, morali e letterarie. La sua opera principale sono i Ragguagli di Parnaso.

## IRagguagli di Parnaso

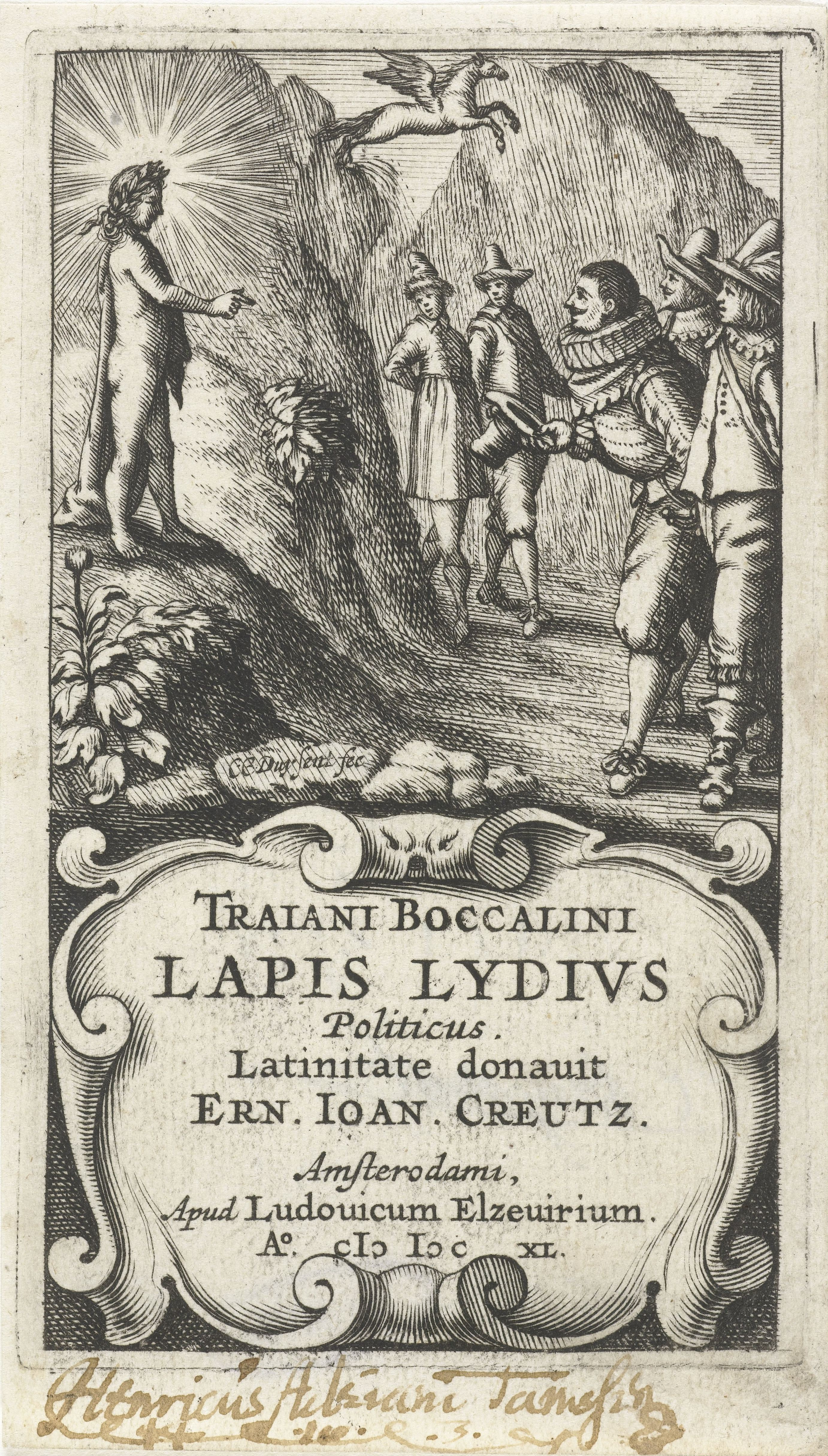
Frontespizio del Lapis Lydius politicus, traduzione latina di Ernest-Joachim Creutz della Pietra del paragone politico di Traiano Boccalini, Amsterodami, apud Ludovicum Elzevirium, 1640.

L'opera, divisa in tre centurie (le prime due pubblicate in vita dall'autore a Venezia, l'ultima data alle stampe invece nel 1615 con il titolo di Pietra del paragone politico), è costituita da una serie di resoconti, i ragguagli appunto, che descrivono le discussioni e i processi che si svolgono sul monte Parnaso. Qui, secondo l'autore, oltre alle Muse e ad Apollo che vi regna, si trova anche un nutrito gruppo di letterati e politici noti al pubblico colto dell'epoca. Le dispute hanno per oggetto avvenimenti e personaggi del passato e del presente; in questo modo l'autore può satirizzare la vita politica italiana e in particolare quella romana. «La struttura deriva da un sincretismo che rimanda alla più antica satira menippea, a Luciano di Samosata, a Orazio e Giovenale, agli apologhi degli Adagia di Erasmo e al verseggiare bernesco-eroicomico di Caporali.»
La situazione dell'Italia, così come descritta nell'opera, è molto negativa; eppure, l'autore non pensa a nessun possibile rimedio e assume un atteggiamento di sostanziale rassegnazione: ritiene infatti che di volta in volta vada scelto quello che è il male minore. Boccalini dunque è molto lontano dalla saggistica utopica che, in quegli anni, annoverava tra i propri esponenti Tommaso Campanella e Francesco Bacone.
L'avviso 77 dei Ragguagli, tradotto in latino, fu incorporato come sezione nel manifesto originale dei rosacroce la Fama fraternitatis (edizione del 1614 a Kassel). La Pietra del paragone politico è stata tradotta in francese, tedesco, inglese e latino; la traduzione inglese, opera di Henry Carey, 2º Conte di Monmouth, era intitolata The Politicke Touchstone (Londra, 1674). Boccalini morì a Venezia il 16 novembre 1613. Furono pubblicati postumi i suoi Commentarii sopra Cornelio Tacito (Ginevra, 1669). Molti dei suoi manoscritti sono ancora inediti.

## Il pensiero politico
Esponente di punta del tacitismo, Boccalini, intellettuale spregiudicato e nemico di ogni dogmatismo, dà dell'autore latino un'interpretazione repubblicana. «Nella sua morfologia del fenomeno, Toffanin assegna a Boccalini un posto del tutto anomalo in quanto unico rappresentante di ciò che lo studioso definisce ‘tacitismo rosso’, e cioè quella zona ideologica che individua nello storiografo latino non un cronista ma un critico dell’impero romano e quindi un avversario del governo monarchico. Commentando Tacito, Boccalini avrebbe voluto esprimere, argomenta Toffanin, sia il suo consenso con questa opinione, sia la sua critica alla situazione contemporanea, dominata da una nascente monarchia assoluta.»
L’avversione di Boccalini all’assolutismo non si traduce però in un’ideologia politica alternativa, e il suo apporto alla storia del pensiero politico rimane per questo estremamente deludente. Toffanin ritiene il lauretano incapace di convertire il proprio dissenso in un sistema alternativo che non sia puramente negativo - la critica alla situazione presente - ma possa contribuire invece in modo positivo all’evolversi del pensiero politico secondo le linee suggerite da Machiavelli.
Attivo durante la dominazione spagnola in Italia, tra la fine del Cinquecento e la prima metà del Seicento, Boccalini è parte di un risveglio delle coscienze «contro lo sgovernare degli spagnoli». Boccalini è, in generale, uno spirito conservatore, attaccato alla buona pratica della pietà e desideroso della libertà d'Italia. Ma egli è ben lontano dal farsi riformatore, rimane scettico, motteggiatore. Ha la lingua e la penna mordace, uno spirito critico assai vivace e acuto. Parla forte contro i principi che seguivano la Ragion di Stato e che cacciata via «la sapienza di amar e temer Dio con tutto il cuore» si servivano «del sacrosanto suo nome per istrumenti di cavar denari dalle mani de' popoli».
Il Boccalini condanna come perversa la Ragion di Stato, ma ritiene «che il Machiavelli abbia reso un servizio ai sudditi, rivelando loro le arti malvagie dei principi, o, per usare l'espressione del Boccalini, mettendo denti di cane in bocca alle pecore (cfr. Ragguagli di Parnaso, I, 89)».

## Lo stile
La prosa di Boccalini può essere considerata come uno degli ultimi esempi della tradizione tardo-rinascimentale: è infatti molto sobria, in contrasto con le tendenze barocche presenti già all'epoca dei Ragguagli e, più in generale, con lo stile in voga nel Seicento.

## Opere
- Ragguagli di Parnaso, 3 volumi, Venezia, Editori Laterza, 1612-1615.
  -  Traiano Boccalini, Ragguagli di Parnaso, vol. 1, Bari, Editori Laterza, 1948.
  -  Traiano Boccalini, Ragguagli di Parnaso, vol. 2, Bari, Editori Laterza, 1948.
  -  Traiano Boccalini, Ragguagli di Parnaso, vol. 3, Bari, Editori Laterza, 1948.
- De Ragguagli di Parnaso di Traiano Boccalini Romano [edizione anastatica], Arenzano (GE), Castel Negrino, 2006